# زاووی
زاووی (به لهستانی:  Zawój) یک روستا در لهستان است که در گمینا چیسنا واقع شده‌است.